# 瓦尔多夫 (莱茵兰-普法尔茨州)
瓦尔多尔夫是德国莱茵兰-普法尔茨州的一个市镇。总面积7.61平方公里，总人口833人，其中男性414人，女性419人（2011年12月31日），人口密度109人/平方公里。